# Stephanie Vogt
Stephanie Vogt, née le 15 février 1990 à Vaduz, est une joueuse de tennis liechtensteinoise, professionnelle de 2006 à 2016. Elle est l'une des rares représentantes de son pays à évoluer à un niveau international.
Son meilleur classement chez les juniors fut une 5e place en janvier 2008.
Elle a remporté deux tournois sur le circuit WTA, celui de Luxembourg en double en 2013 et à Bad Gastein également en double en 2015, et compte 23 victoires sur le circuit ITF.
Elle prend sa retraite après sa défaite au premier tour des Jeux Olympiques de Rio à cause d'une blessure récurrente au genou.

## Carrière tennistique

### 2004 - 2006: les débuts
Elle participe à son premier tournoi ITF en recevant une invitation pour le tournoi de Vaduz au Liechtenstein en 2004. Une défaite au premier tour des qualifications contre la Croate Ivana Višić 6-4, 6-7, 6-0.
Deux défaites au premier tour en simple comme en double lors des tournois ITF suisses de Lenzerheide et Davos.
En 2005, elle reste sur le circuit junior.
2006 est l'année où elle obtient sa première victoire sur le circuit ITF contre la Suisse Amra Sadiković sur le score de 6-1, 6-1 lors du tournoi de Lenzerheide ; elle est battue en demi-finale du tournoi ainsi qu'à celui de Szeged en Hongrie.

### 2007 - 2008: de la confirmation à la blessure
Elle représente son pays à la Fed Cup pour la première fois en 2007. Son bilan est positif avec trois victoires en simple pour une défaite, et en double son bilan s'est équilibré avec une victoire pour une défaite.
Toujours en 2007, Stephanie Vogt joue son premier match sur le circuit professionnel de la WTA à Portorož en Slovénie, où elle s'incline 7-5, 6-7, 6-2 au premier tour des qualifications contre la Française Stéphanie Foretz, alors 121e au classement WTA.
Sur le circuit ITF, elle remporte le tournoi suisse de Davos et s'incline en finale à Mexico et à Pesaro.
Le 31 mars 2008, l'ITF annonce que Stephanie Vogt bénéficie d'une des deux invitations pour les Jeux olympiques d'été de 2008 à Pékin mais elle doit se retirer en raison d'une blessure au genou droit contractée en mai. Cette grave blessure aurait pu entraîner la fin de sa carrière et son rétablissement prit beaucoup de temps. Elle met fin à sa saison et à sa progression au classement car elle pouvait prétendre à une place parmi les 220 premières joueuses mondiales.
Avant cette blessure, Stephanie Vogt remporte le tournoi de Makarska doté de 50 000 $ en simple et en double, chose qu'elle n'a pas pu faire à Majorque puisqu'elle s'incline en finale du simple mais remporte le double. À noter également une finale perdue à Bari.

### 2009: une reprise difficile
Après son absence des terrains due à sa blessure, l'année 2009 a été pour Stephanie Vogt une année de transition, une opération regain de confiance pour démarrer 2010 dans les meilleures conditions. Son meilleur résultat est une demi finale dans le tournoi d'Antalya en Turquie doté de 10 000 $.

### 2010 - 2011: quelques apparitions sur le circuit WTA
Au mois d'octobre 2010, Stephanie Vogt joue sur le circuit WTA pour chercher de l'expérience et tenter de faire quelques coups d'éclat.
Elle prend part aux qualifications du tournoi de Linz en Autriche où elle bat au premier tour la Slovaque Michaela Pochabová, 290e au classement WTA. C'est son premier succès sur le circuit professionnel. Elle s'incline au deuxième tour contre la Tchèque Renata Voráčová classée au 74e rang au classement de la WTA. Puis elle enchaine avec les qualifications du tournoi du Luxembourg mais elle perd au premier tour contre l'Allemande Anna-Lena Grönefeld, classée 171e, sur le score de 6-4, 6-4.
Mais elle remporte sur le circuit ITF les tournois de Velenje et du Caire en simple et perd les finales du double de Hvar et du Caire.
En février 2011, elle reprend le chemin du circuit WTA et prend part aux qualifications du tournoi de Bogota en Colombie. Elle s'incline au premier tour des qualifications contre l'Argentine Paula Ormaechea classée à la 340e place, une contre-performance pour Stephanie Vogt.
L'année 2011 sur le circuit ITF est synonyme de 7 finales. Malheureusement elle ne remporte que le tournoi en simple de Alphen Aan Den Rijn et perd ceux de Andrézieux-Bouthéon et Rotterdam en simple puis Stuttgart et Glasgow en double puis le simple et le double à Aschaffenburg.

### 2012: les JO, l'US Open
En février, Stephanie Vogt tente une nouvelle percée sur le circuit WTA, elle prend part aux qualifications du tournoi Open GDF à Paris en France. Elle affronte au premier tour des qualifications l'Italienne Alberta Brianti classée 71e. Après avoir bien résisté dans la première manche, elle s'écroule et se fait battre finalement 6-4, 6-0.
En juin, elle reçoit une nouvelle invitation pour participer aux Jeux olympiques d'été de Londres, un deuxième coup de pouce de la part des organisateurs. Malheureusement, elle s’incline dès le premier tour contre la Géorgienne Anna Tatishvili, alors classée 73e au classement WTA, sur le score de 6-2, 6-0.
En août, elle accède pour la première fois de sa carrière aux qualifications d'un Grand Chelem. Au premier tour des qualifications de l'US Open, elle s'offre une victoire sur l'Ukrainienne Yulia Beygelzimer classée à la 171e en deux sets 7-5, 6-1. Puis au deuxième tour des qualifications, elle s'incline en deux sets face à l'Américaine Alexa Glatch sur le score de 6-4, 6-2.
Petite anecdote, Alexa Glatch avait déjà éliminé Stephanie Vogt au deuxième tour des qualifications pendant les Internationaux de France de Roland-Garros junior en 2007.
En ITF, elle remporte les tournois en double de Bath et Aschaffenbourg mais cède en finale à Tessenderlo et à Netanya. Puis elle s'offre un quart de finale à Marseille, tournoi doté de 100 000 $.

### 2013: premier titre en WTA
Elle prend part aux qualifications de l'Open d'Australie, mais elle s'incline dès le premier tour contre la Russe Daria Gavrilova sur le score de 6-3, 6-4.
Elle reste deux semaines pour poursuivre sa tournée australienne dans les tournois ITF de Burnie et de Launceston. Après un mois de break, elle part en Angleterre dans des tournois ITF pour retrouver un rythme et de la confiance. Elle remporte les tournois de Sutton doté de 10 000 $ et de Bath doté de 15 000 $. Quelques semaines plus tard, elle perd la finale du double du tournoi d'Edgbaston doté de 25 000 $.
Puis elle tente sa chance dans les qualifications du tournoi WTA de Marrakech où elle s'incline dès le premier tour face à la Slovaque Anna Karolína Schmiedlová (5-7, 6-3, 6-3).
Elle prend part aux qualifications de Roland Garros où elle perd au troisième et dernier tour des qualifications face à la 139e mondiale, la Tchèque Barbora Záhlavová Strýcová sur le score de 6-4, 6-4. Ce résultat reste sa meilleure performance en Grand Chelem. Auparavant, elle avait battu au premier tour l'Italienne Maria Elena Camerin 148e sur le score de 6-4, 6-4 et au deuxième tour la Roumaine Andreea Mitu, 174e, sur le score de 6-2, 6-2.
En juin, elle perd au premier tour des qualifications de Wimbledon contre l'Américaine Grace Min sur le score de 6-3, 6-2.
En juillet, elle se hisse en quart de finale du tournoi allemand de Versmold doté de 50 000 $ face à l'Autrichienne Yvonne Meusburger 116e mondiale sur le score de 7-5, 6-1.
Sur la terre battue de Biarritz, tournoi doté de 100 000 $, elle signe sa meilleure performance en remportant le tournoi en simple face à la Slovaque Anna Karolína Schmiedlová 116e sur le score de 1-6, 6-3, 6-2.
En août, elle perd au premier tour des qualifications de l'US Open contre l'Ukrainienne Olga Savchuk sur le score de 6-3, 6-0.
En septembre, elle s'incline en demi finale du tournoi de Mestre doté de 50 000 $, face à la Française Claire Feuerstein sur le score de 6-4, 6-4. Puis elle remporte le tournoi de Podgorica au Monténégro doté de 25 000 $, face à l'Estonienne Anett Kontaveit sur le score de 6-4, 6-3.
En octobre, elle prend part aux qualifications du tournoi WTA de Linz en Autriche doté de 235 000 $, où elle bat au premier tour l'Américaine Christina McHale classée 73e sur le score de 7-5, 6-3 mais s'incline au deuxième tour face à la Polonaise Katarzyna Piter sur le score de 7-6, 4-6, 6-4. Toujours à Linz mais en double, associée à la Belge Yanina Wickmayer, elle s'incline au premier tour contre la paire composée de l'Allemande Mona Barthel et de la Roumaine Irina-Camelia Begu sur le score de 6-4, 4-6, 10-7.
La semaine suivante, elle s'aligne aux qualifications du tournoi WTA du Luxembourg doté de 235 000 $, où elle passe le premier tour en écartant la Britannique Mélanie South sur le score de 6-1, 6-2 mais s'incline au deuxième tour face à la Belge Alison Van Uytvanck 5-7, 6-2, 6-4. Toujours associée à la Belge Yanina Wickmayer, elle bat au premier tour la paire composée de l'Espagnole Lourdes Domínguez Lino et de la Roumaine Monica Niculescu sur le score de 6-3, 4-6, 12-10. En quart de finale, elles écartent la Lettone Līga Dekmeijere et l'Américaine Christina McHale sur le score de 7-6, 4-6, 10-3. Elles profitent de l'abandon en demi finale de la paire composée de la Slovène Polona Hercog et de l'Américaine Lisa Raymond pour se hisser en finale du tournoi et le remporter face à la paire Kristina Barrois et Laura Thorpe sur le score de 7-6, 6-4.

### 2014: pas de confirmation
Elle commence sa saison avec le tournoi australien de Brisbane doté de 1 000 000 $, où elle s'incline au premier tour des qualifications contre la Kazakhe Yaroslava Shvedova sur le score de 7-5, 6-4. Puis elle enchaîne avec les qualifications de l'Open d'Australie, où elle s'incline là aussi dès le premier tour contre la Roumaine Irina Camelia Begu sur le score de 4-6, 6-2, 8-6.
En février, elle remporte le tournoi de Sao Paulo au Brésil doté de 25 000 $ en battant la Russe Marina Melnikova 6-1, 6-4.
Puis elle perd au premier tour des qualifications à Florianópolis, tournoi brésilien doté de 250 000 $, contre la Roumaine Alexandra Dulgheru sur le score de 6-3, 3-6, 6-1.
En avril, elle perd au premier tour des qualifications à Katowice, tournoi doté de 250 000 $, contre la Polonaise Paula Kania sur le score de 6-3, 6-4.
En mai, elle remporte le tournoi en double de Trnava en Slovaquie doté de 75 000 $ avec la Chinoise Zheng Saisai. Puis le tournoi de Grado 25 000 $ en Italie avec la Paraguayenne Verónica Cepede Royg. Elle s'incline au premier tour des qualifications du tournoi de Roland-Garros face à la Kazakhe Sesil Karatantcheva sur le score de 3-6, 6-4, 6-2.
En juin, elle s'incline en finale du double de Nottingham 50 000 $ en Angleterre. Elle se hisse au troisième tour des qualifications de Wimbledon en battant la Serbe Vesna Dolonc au premier tour 1-6, 6-2, 6-2, puis la Française Mathilde Johansson 7-6, 7-6 mais s'incline donc au troisième tour face à la Croate Ana Konjuh 7-5, 6-3. Stephane Vogt ne bénéficiera pas de forfait pour intégrer le tableau final en tant que lucky loser.
En juillet, elle s'incline en finale du double de Versmold 50 000 $ en Allemagne puis remporte la finale du double de Biarritz 100 000 $ en France avec l'Argentine Florencia Molinero. Elle prend part aux qualifications du tournoi WTA de Bastad 250 000 $ en Suède. Tête de série numéro quatre, elle s'incline dès le premier tour contre l'Ukrainienne Kateryna Bondarenko sur le score de 7-5, 6-4. Elle s'incline en demi-finale du double.
Retour en ITF avec le tournoi polonais de Sobota Rokietnica 50 000 $, où elle s'incline en demi-finale face à la Kazakhe Sesil Karatantcheva 6-3, 6-3, ainsi qu'en double.
En août, elle remporte le titre interclub de Suisse avec les Grasshoppers Zurich.
Elle se hisse au deuxième tour des qualifications de l'US Open en battant l'Ukrainienne Anastasiya Vasylyeva au premier tour 6-4, 6-0, mais s'incline au deuxième tour face à une autre Ukrainienne Maryna Zanevska 7-6, 6-2. Toujours à l'US Open, elle rentre directement dans le tableau du double. Elle est associée à la Tchèque Tereza Smitkova mais elles perdront dès le premier tour face à la paire composée de Lucie Hradecká et de Michaëlla Krajicek sur le score de 6-4, 7-6.
En septembre, elle remporte le tournoi de Podgorica au Monténégro doté de 25 000 $ avec comme partenaire la Roumaine Alexandra Cadantu. Puis elle se hisse en quart de finale du tournoi ITF de Saint-Malo doté de 50 000 $, où elle s'incline face la Brésilienne Teliana Pereira 6-1, 6-1.
En octobre, elle se hisse en demi-finale du tournoi ITF de Saguenay doté de 50 000 $ en simple et en double.
En novembre, elle remporte le simple dames du tournoi ITF de Bath doté de 25 000 $.

### 2015: nouveau titre sur le circuit WTA
En janvier, elle se hisse en quart de finale du tournoi de Hong Kong doté de 50 000 $. Elle s'incline au premier tour des qualifications de Open d'Australie, face à l'Allemande Laura Siegemund (6-4, 7-6).
En février, elle prend part au tournoi WTA de Rio de Janeiro doté de 25 000 $, où elle s'incline au premier tournoi des qualifications face à l'Italienne Gaia Sanesi (6-1, 7-5).
En mars, elle perd en demi-finale du tournoi de Curitiba au Brésil, tournoi ITF doté de 25 000 $.
En avril, elle participe au tournoi WTA de Stuttgart en Allemagne doté de 731 000 $ mais s'incline au premier tour face à la Tchèque Kateřina Siniaková. En double avec comme partenaire la Croate Petra Martić, elles se hissent jusqu'en demi-finale, battues par la paire composée de Bethanie Mattek-Sands et de Lucie Šafářová. À noter qu'elles ont battu au premier tour les numéros une mondiale, la Suissesse Martina Hingis et l'Indienne Sania Mirza.
Elle s'incline au premier tour des qualifications de simple dames des Internationaux de France face à la Russe Margarita Gasparyan (6-2, 6-2).
En juin, elle s'impose en finale simple au tournoi de Brescia doté de 50 000 $ et s'incline en finale du double.
À Wimbledon elle s'incline au deuxième tour des qualifications en simple face à la Thaïlandaise Luksika Kumkhum 5-7, 7-6, 6-2. Elle s'incline également au deuxième tour des qualifications du double avec sa partenaire la Japonaise Misaki Doi face à la paire russe Elizaveta Kulichkova et Evgeniya Rodina sur le score de 4-6, 6-3, 7-5. Mais à la suite du forfait des sœurs Williams elles sont repêchées pour jouer le premier tour.
En juillet, elle s'incline en demi-finale du tournoi allemand de Versmold doté de 50 000 $. Elle s'incline au premier tour des qualifications du tournoi WTA de Bad Gastein en Autriche mais remporte le titre en double avec comme partenaire Danka Kovinić.
En septembre, elle s'incline au premier tour des qualifications de l'US Open.
Elle se hisse en finale du tournoi en double de Biarritz doté de 100 000 $, puis elle s'incline en demi-finale en simple et en double au tournoi ITF de Saint-Malo doté de 50 000 $.
En octobre, elle s'incline au premier tour des qualifications du tournoi WTA de Linz. En revanche elle perd en demi-finale du double.
Toujours sur le circuit WTA elle s'incline au troisième tour des qualifications du tournoi de Luxembourg, elle était une nouvelle fois proche d'intégrer pour la première fois un tableau final en simple. Elle s'incline également en demi-finale en double.
En novembre, elle s'incline en demi-finale du tournoi de Waco doté de 500 000 $. Elle s'incline une semaine plus tard à Scottsdale doté de 500 000 $ avec comme partenaire la Suissesse Viktorija Golubic.

### 2016: les J.O et la retraite
En janvier, elle remporte le tournoi en double de Hong Kong doté de 25 000 $ avec la Suissesse Viktorija Golubic.
Elle s'incline au premier tour des qualifications de l'Open d'Australie contre l'Australienne Arina Rodionova sur le score de 6-4, 6-1.
En double, elle et sa partenaire, l'Américaine Maria Sanchez entrent dans le tableau final en étant repêchées. Elles battent au premier tour la Croate Darija Jurak et l'Américaine Nicole Melichar sur le score de 6-3, 2-6, 7-6, ce qui fait sa première victoire dans un tableau final de Grand Chelem. Elles s'inclinent sèchement au deuxième tour contre la paire française composée de Caroline Garcia et Kristina Mladenovic 6-2, 6-1.
En février, elle perd au premier tour des qualifications du tournoi WTA de Rio de Janeiro doté de 226 750 $ contre la Française Fiona Ferro 6-2, 0-6, 6-2, et en quart de finale en double associée à l'Australienne Anastasia Rodionova.
En mars, elle perd au premier tour en double au tournoi WTA de Miami doté de 6 134 605 $ avec comme partenaire la Suissesse Belinda Bencic.
En avril, elle s'incline encore au premier tour en double au tournoi WTA de Stuttgart. Elle perd également au premier tour en double au tournoi WTA de Prague ainsi qu'au premier tour des qualifications en simple face à la Russe Anastasiya Komardina 7-5, 7-6.
En mai, elle perd en demi-finale en double lors du tournoi ITF de Tunis doté de 50 000 $ avec comme partenaire la Belge Ysaline Bonaventure.
Elle prend part ensuite au tournoi WTA de Nuremberg. Elle perd au premier tour en double, mais elle enchaine deux victoires dans les qualifications en simple pour accéder ainsi pour la première fois de sa carrière à un tableau final en simple sur le circuit WTA.
En qualification, elle bat Jesika Maleckova 4-6, 7-6, 6-3 puis Tereza Martincová 1-6, 7-6, 6-1. Cependant, elle ne passe pas le premier tour, où elle s'incline face à la Slovène Polona Hercog dans un match équilibré 7-5, 7-6.
À Roland-Garros, elle ne rentre pas dans le tableau des qualifications en simple, mais elle accède au tableau final en double. Elle s'incline au premier tour associée à l'Américaine Asia Muhammad.
En juin, elle perd au premier tour des qualifications en double de Wimbledon face à la paire chinoise Yang Zhaoxuan et Zhang Kailin sur le score de 6-2, 6-4, associée à la Lettone Anastasija Sevastova.
En simple, elle a plus de réussite. Elle bat au premier tour des qualifications Klára Koukalová sur le score de 6-3, 7-5 avant de s'incliner face à la Russe Ekaterina Alexandrova au deuxième tour sur le score de 6-4, 4-6, 14-12.
En juillet, elle perd en demi-finale en double du tournoi ITF de Budapest doté de 50 000 $.
Elle prend la direction de la Suisse pour disputer le tournoi WTA de Gstaad. Elle perd au premier tour des qualifications en simple face à Barbara Haas 6-2, 6-3 et au premier tour en double.
En août, elle participe à ses deuxièmes olympiades. Elle perd au premier tour face à la Britannique Johanna Konta sur le score de 6-3, 6-1. Apres sa défaite, elle annonce sa retraite due à une blessure récurrente au genou.

## Palmarès WTA
Elle a remporté deux tournois en double, celui de Luxembourg en 2013, doté de 235 000 $. ainsi que celui de Bad Gastein en 2015, doté également de 235 000 $

### Titres en double dames
| No | Date       | Nom et lieu du tournoi                | Catégorie | Dotation  | Surface      | Partenaire       | Finalistes                       | Score            |          |
| -- | ---------- | ------------------------------------- | --------- | --------- | ------------ | ---------------- | -------------------------------- | ---------------- | -------- |
| 1  | 14/10/2013 | BGL BNP Paribas Open Luxembourg       | Intern'l  | 235 000 $ | Dur (int.)   | Yanina Wickmayer | Kristina Barrois Laura Thorpe    | 7-62, 6-4        | Parcours |
| 2  | 20/07/2015 | Nürnberger Gastein Ladies Bad Gastein | Intern'l  | 226 750 $ | Terre (ext.) | Danka Kovinić    | Lara Arruabarrena Lucie Hradecká | 4-6, 6-4, [10-3] | Parcours |

### Finale en double dames
Aucune

## Parcours en Grand Chelem

### En simple
| Année | Open d'Australie                                      | Open d'Australie                                       | Internationaux de France                           | Internationaux de France                                 | Wimbledon | Wimbledon | US Open                                         | US Open |
| ----- | ----------------------------------------------------- | ------------------------------------------------------ | -------------------------------------------------- | -------------------------------------------------------- | --------- | --------- | ----------------------------------------------- | ------- |
| 2012  | —                                                     | —                                                      | —                                                  | —                                                        | —         | —         | Q2 \|\| style="text-align:left" \| Alexa Glatch |         |
| 2013  | Q1 \|\| style="text-align:left" \| Daria Gavrilova    | Q3 \|\| style="text-align:left" \| Barbora Strýcová    | Q1 \|\| style="text-align:left" \| Grace Min       | Q1 \|\| style="text-align:left" \| Olga Savchuk          |           |           |                                                 |         |
| 2014  | Q1 \|\| style="text-align:left" \| Irina Camelia Begu | Q1 \|\| style="text-align:left" \| Sesil Karatantcheva | Q3 \|\| style="text-align:left" \| Ana Konjuh      | Q2 \|\| style="text-align:left" \| Maryna Zanevska       |           |           |                                                 |         |
| 2015  | Q1 \|\| style="text-align:left" \| Laura Siegemund    | Q1 \|\| style="text-align:left" \| Margarita Gasparyan | Q2 \|\| style="text-align:left" \| Luksika Kumkhum | Q1 \|\| style="text-align:left" \| Anett Kontaveit       |           |           |                                                 |         |
| 2016  | Q1 \|\| style="text-align:left" \| Arina Rodionova    | —                                                      | —                                                  | Q2 \|\| style="text-align:left" \| Ekaterina Alexandrova | —         | —         |                                                 |         |

### En double dames
| Année | Open d'Australie          | Open d'Australie        | Internationaux de France    | Internationaux de France   | Wimbledon              | Wimbledon           | US Open                     | US Open                 |
| ----- | ------------------------- | ----------------------- | --------------------------- | -------------------------- | ---------------------- | ------------------- | --------------------------- | ----------------------- |
| 2014  | -                         | -                       | -                           | -                          | -                      | -                   | 1er tour (1/32) T. Smitková | L. Hradecká M. Krajicek |
| 2015  | -                         | -                       | -                           | -                          | 1er tour (1/32) M. Doi | J. Konta M. Sanchez | -                           | -                       |
| 2016  | 2e tour (1/16) M. Sanchez | C. Garcia K. Mladenovic | 1er tour (1/32) A. Muhammad | A.L. Friedsam L. Siegemund | -                      | -                   | -                           | -                       |

Sous le résultat, la partenaire ; à droite, l’ultime équipe adverse.

## Parcours aux Jeux olympiques

### En simple dames
| # | Date       | Nom de l'olympiade             | Surface      | Résultat        | Ultime adversaire | Score    |          |
| - | ---------- | ------------------------------ | ------------ | --------------- | ----------------- | -------- | -------- |
| 1 | 28/07/2012 | Olympic Tennis Event Wimbledon | Gazon (ext.) | 1er tour (1/32) | Anna Tatishvili   | 6-2, 6-0 | Parcours |
| 2 | 06/08/2016 | Olympic Games Rio de Janeiro   | Dur (ext.)   | 1er tour (1/32) | Johanna Konta     | 6-3, 6-1 | Parcours |

## Palmarès ITF
Sur le circuit ITF, Stephanie Vogt s'est adjugé 23 victoires, 12 en simple et 11 en double dames.
En 2013, elle signe sa meilleure performance en remportant le tournoi en simple de Biarritz en France doté de 100 000 $. Elle remporte le double en 2014.

### Titres en simple
| Date     | Nom et lieu du tournoi         | Cat. | ($)     | Surf. | Finaliste                 | Score         |
| -------- | ------------------------------ | ---- | ------- | ----- | ------------------------- | ------------- |
| 01/06/15 | Brescia (Italie)               | ITF  | 50 000  | Terre | Andrea Gámiz              | 7-6, 6-4      |
| 09/11/14 | Bath (Angleterre)              | ITF  | 25 000  | Dur   | Alberta Brianti           | 6-3, 7-6      |
| 16/02/14 | São Paulo (Brésil)             | ITF  | 25 000  | Terre | Marina Melnikova          | 6-1, 6-4      |
| 15/09/13 | Podgorica (Monténégro)         | ITF  | 25 000  | Terre | Anett Kontaveit           | 6-4, 6-3      |
| 13/07/13 | Biarritz (France)              | ITF  | 100 000 | Terre | Anna Karolína Schmiedlová | 1-6, 6-3, 6-2 |
| 17/03/13 | Bath (Angleterre)              | ITF  | 15 000  | Dur   | An-Sophie Mestach         | 7-6, 6-3      |
| 10/03/13 | Sutton (Angleterre)            | ITF  | 10 000  | Dur   | Carina Witthöft           | 3-6, 6-4, 6-3 |
| 11/09/11 | Alphen aan den Rijn (Pays-Bas) | ITF  | 25 000  | Terre | Katarzyna Piter           | 6-2, 6-4      |
| 31/10/10 | Le Caire (Égypte)              | ITF  | 25 000  | Terre | Maša Zec Peškirič         | 6-1, 6-3      |
| 29/05/10 | Velenje (Slovénie)             | ITF  | 10 000  | Terre | Pavla Šmídová             | 6-1, 6-2      |
| 28/04/08 | Makarska (Croatie)             | ITF  | 50 000  | Terre | Anastasia Pivovarova      | 6-2, 6-3      |
| 24/06/07 | Davos (Suisse)                 | ITF  | 10 000  | Terre | Jessica Moore             | 6-4, 4-6, 6-3 |

### Finales de simple perdues
| Date     | Nom et lieu du tournoi       | Cat. | ($)    | Surf. | Vainqueur                 | Score         |
| -------- | ---------------------------- | ---- | ------ | ----- | ------------------------- | ------------- |
| 03/11/12 | Netanya (Israël)             | ITF  | 25 000 | Dur   | Anna Karolína Schmiedlová | 0-6, 6-3, 6-4 |
| 18/09/11 | Rotterdam (Pays-Bas)         | ITF  | 25 000 | Terre | Dinah Pfizenmaier         | 3-6, 6-1, 6-1 |
| 10/07/11 | Aschaffenbourg (Allemagne)   | ITF  | 25 000 | Dur   | Florencia Molinero        | 7-6, 6-1      |
| 23/01/11 | Andrézieux-Bouthéon (France) | ITF  | 25 000 | Dur   | Mona Barthel              | 6-3, 3-6, 6-4 |
| 17/02/08 | Majorque (Espagne)           | ITF  | 10 000 | Terre | Polona Hercog             | 4-6, 6-1, 6-3 |
| 28/09/07 | Mexico (Mexique)             | ITF  | 25 000 | Dur   | Olivia Sanchez            | 2-6, 6-2, 6-2 |
| 19/08/07 | Pesaro (Italie)              | ITF  | 10 000 | Terre | Polona Hercog             | 6-2, 2-6, 6-1 |

### Titres en double
| Date     | Nom et lieu du tournoi    | Cat. | ($)     | Surf. | Partenaire           | Finalistes                                   | Score          |
| -------- | ------------------------- | ---- | ------- | ----- | -------------------- | -------------------------------------------- | -------------- |
| 09/01/16 | Hong Kong (Hong Kong)     | ITF  | 25 000  | Dur   | Viktorija Golubic    | Emma Laine Ching-Wen Hsu                     | 6-2, 1-6, 10-4 |
| 27/09/14 | Podgorica (Monténégro)    | ITF  | 25 000  | Terre | Alexandra Candatu    | Xenia Knoll Arantxa Rus                      | 6-1, 3-6, 10-2 |
| 11/07/14 | Biarritz (France)         | ITF  | 100 000 | Terre | Florencia Molinero   | Lourdes Dominguez Lino Teliana Pereira       | 6-2, 6-2       |
| 31/05/14 | Grado (Italie)            | ITF  | 25 000  | Terre | Verónica Cepede Royg | Lara Arruabarrena Florencia Molinero         | 6-4, 6-2       |
| 10/05/14 | Trnava (Slovaquie)        | ITF  | 75 000  | Terre | Saisai Zheng         | Evgeniya Rodina Margarita Gasparyan          | 6-4, 6-2       |
| 06/09/13 | Mestre (Italie)           | ITF  | 50 000  | Terre | Laura Thorpe         | Petra Krejsová Tereza Smitková               | 7-6, 7-5       |
| 03/05/13 | Civitavecchia (Italie)    | ITF  | 25 000  | Terre | Renata Voráčová      | Paula Kania Magda Linette                    | 6-3, 6-4       |
| 15/07/12 | Aschaffenburg (Allemagne) | ITF  | 25 000  | Terre | Florencia Molinero   | Malou Ejdesgaard Réka-Luca Jani              | 6-3, 7-6       |
| 24/03/12 | Bath (Angleterre)         | ITF  | 25 000  | Dur   | Tatjana Malek        | Julie Coin Melanie South                     | 6-3, 3-6, 10-3 |
| 28/04/08 | Makarska (Croatie)        | ITF  | 50 000  | Terre | Polona Hercog        | Tadeja Majerič Maša Zec Peškirič             | 7-5, 6-2       |
| 16/02/08 | Majorque (Espagne)        | ITF  | 10 000  | Terre | Polona Hercog        | Leticia Costas Moreira Maite Gabarrus Alonso | 7-6, 6-3       |

### Finales de double perdues
| Date     | Nom et lieu du tournoi          | Cat. | ($)     | Surf. | Vainqueurs                              | Partenaire           | Score           |
| -------- | ------------------------------- | ---- | ------- | ----- | --------------------------------------- | -------------------- | --------------- |
| 30/05/16 | Brescia (Italie)                | ITF  | 50 000  | Terre | Deborah Chiesa Martina Colmegna         | Cindy Burger         | 6-3, 1-6, 12-10 |
| 09/11/15 | Scottsdale (États-Unis)         | ITF  | 50 000  | Dur   | Julia Glushko Rebecca Peterson          | Viktorija Golubic    | 4-6, 7-5, 10-6  |
| 12/09/15 | Biarritz (France)               | ITF  | 100 000 | Terre | Basak Eraydin Lidziya Marozava          | Reka-Luca Jani       | 6-4, 6-4        |
| 01/06/15 | Brescia (Italie)                | ITF  | 50 000  | Terre | Laura Siegemund Renata Voracova         | Maria Irigoyen       | 6-2, 6-1        |
| 04/07/14 | Versmold (Allemagne)            | ITF  | 50 000  | Terre | Gabriela Dabrowski Mariana Duque Mariño | Verónica Cepede Royg | 6-4, 6-2        |
| 14/06/14 | Nottingham (Grande-Bretagne)    | ITF  | 50 000  | Herbe | Arina Rodionova Jarmila Gajdosova       | Verónica Cepede Royg | 7-6, 6-1        |
| 07/03/14 | Campinas (Brésil)               | ITF  | 25 000  | Terre | Lyudmyla Kichenok Alexandra Panova      | Laura Thorpe         | 6-1, 6-3        |
| 30/06/13 | Stuttgart-Vaihingen (Allemagne) | ITF  | 25 000  | Terre | Kristina Barrois Laura Siegemund        | Sandra Zaniewska     | 7-6, 6-4        |
| 12/04/13 | Edgbaston (Angleterre)          | ITF  | 25 000  | Dur   | Kristina Barrois Ana Vrljić             | Richèl Hogenkamp     | 6-4, 7-6        |
| 08/04/12 | Tessenderlo (Belgique)          | ITF  | 25 000  | Dur   | Demi Schuurs Maryna Zanevska            | Tatjana Malek        | 6-4, 6-3        |
| 23/10/11 | Glasgow (Écosse)                | ITF  | 25 000  | Dur   | Emma Laine Kristina Mladenovic          | Yvonne Meusburger    | 6-2, 6-4        |
| 10/07/11 | Aschaffenbourg (Allemagne)      | ITF  | 25 000  | Terre | Pemra Özgen Yurika Sema                 | Hana Birnerová       | 6-4, 7-6        |
| 03/07/11 | Stuttgart (Allemagne)           | ITF  | 25 000  | Terre | Darija Jurak Anaïs Laurendon            | Hana Birnerová       | 4-6, 6-1, 10-0  |
| 31/10/10 | Le Caire (Égypte)               | ITF  | 25 000  | Terre | Réka-Luca Jani Martina Kubičíková       | Maša Zec Peškirič    | 6-7, 6-1, 11-9  |
| 11/04/10 | Hvar (Croatie)                  | ITF  | 10 000  | Terre | Marlot Medens Nicole Thyssen            | Leonie Mekel         | 6-4, 6-1        |
| 18/04/08 | Bari (Italie)                   | ITF  | 25 000  | Terre | Alberta Brianti Anna Floris             | Polona Hercog        | 6-3, 6-3        |

## Parcours en Grand Chelem (juniors)

### En simple
| Année | Open d'Australie | Open d'Australie | Internationaux de France     | Internationaux de France | Wimbledon | Wimbledon | US Open         | US Open       |
| 2007  | -                | -                | 2e tour (des qualifications) | Alexa Glatch             | -         | -         | 1er tour (1/64) | Melanie Oudin |

### En double dames
| Année | Open d'Australie | Open d'Australie | Internationaux de France | Internationaux de France | Wimbledon | Wimbledon | US Open                     | US Open                |
| 2007  | -                | -                | -                        | -                        | -         | -         | 1/4 de finale Polona Hercog | Misaki Doi Kurumi Nara |

## Fed Cup
Elle possède un bilan de 20 victoires pour 15 défaites.
En simple : 13 victoires pour 10 défaites et en double : 7 victoires pour 5 défaites.
En 2006, elle représente son pays à la Fed Cup. En 2007 elle fait monter son pays de la zone Europe/Afrique Groupe III en Zone Europe/Afrique Groupe II, mais le Liechtenstein a dû battre la Norvège (victoire 2 à 1) lors du match de relégation pour pouvoir conserver sa place dans le Groupe II de la zone Europe/Afrique.
En 2008, le Liechtenstein ne participe pas à la Fed Cup.
En 2009, le pays remonte grâce à la paire Marina Novak et Kathinka Von Deichmann.
En 2010, encore face à la Norvège et en play off (victoire 2-0), Marina Novak, Stephanie Vogt et Kathinka Von Deichmann arrivent à maintenir leur pays en Groupe II.
En 2011 et 2012, le Liechtenstein ne participe pas à la Fed Cup.
En 2013, elle fait monter son pays de la zone Europe/Afrique Groupe III en Zone Europe/Afrique Groupe II, avec Sarah Hinterberger, Lynn Zund et Kathinka Von Deichmann en battant le Danemark 2-1 lors du Promotional Play-Off.
En 2014, elles font monter leur pays et pour la première fois dans le Groupe I de la Europe/Afrique en battant la Bosnie-Herzégovine lors du Promotional Play-Off.
En 2015, le Liechtenstein perd tous ses matches de poules ainsi que le barrage de Relégation Play-off face au Portugal, ce qui entraîne une relégation du Liechtenstein dans le Groupe II de la zone Europe/Afrique.
| Date                                                                                     | Lieu     | Surface | Gagnante(s)                           | Perdante(s)                                                | Score          |          |
|                                                                                          |          |         |                                       |                                                            |                |          |
| 2014 - Groupe Robin II Promotional Play-Off - Liechtenstein - Bosnie-Herzégovine - 2 : 0 |          |         |                                       |                                                            |                |          |
| 19/04/2014                                                                               | Vilnius  | Dur     | Stephanie Vogt                        | Jasmina Tinjic                                             | 6-3, 6-1       | Parcours |
|                                                                                          |          |         |                                       |                                                            |                |          |
| 2014 - Groupe Robin II - Liechtenstein - Finlande - 2 : 1                                |          |         |                                       |                                                            |                |          |
| 18/04/2014                                                                               | Vilnius  | Dur     | Stephanie Vogt                        | Pila Suomalainen                                           | 6-2, 3-6, 6-1  | Parcours |
| 18/04/2014                                                                               | Vilnius  | Dur     | Kathinka Von Deichmann Stephanie Vogt | Emma Laine Pila Suomalainen                                | 6-3, 7-5       | Parcours |
|                                                                                          |          |         |                                       |                                                            |                |          |
| 2014 - Groupe Robin II - Liechtenstein - Lituanie - 2 : 1                                |          |         |                                       |                                                            |                |          |
| 17/04/2014                                                                               | Vilnius  | Dur     | Stephanie Vogt                        | Lina Stanciute                                             | 7-6, 2-6, 4-6  | Parcours |
| 17/04/2014                                                                               | Vilnius  | Dur     | Kathinka Von Deichmann Stephanie Vogt | Justina Mikulskyte Lina Stanciute                          | 6-1, 6-4       | Parcours |
|                                                                                          |          |         |                                       |                                                            |                |          |
| 2014 - Groupe Robin II - Liechtenstein - Monténégro - 3 : 0                              |          |         |                                       |                                                            |                |          |
| 16/04/2014                                                                               | Vilnius  | Dur     | Stephanie Vogt                        | Tamara Bojanic                                             | 6-0, 6-1       | Parcours |
| 16/04/2014                                                                               | Vilnius  | Dur     | Kathinka Von Deichmann Stephanie Vogt | Tamara Bojanic Nina Kalezic                                | 6-0, 6-1       | Parcours |
|                                                                                          |          |         |                                       |                                                            |                |          |
| 2013 - Groupe Robin III Promotional Play-Off - Liechtenstein - Danemark - 2 : 1          |          |         |                                       |                                                            |                |          |
| 11/05/2013                                                                               | Chișinău | Terre   | Mai Grage                             | Stephanie Vogt                                             | 6-3, 6-1       | Parcours |
| 11/05/2013                                                                               | Chișinău | Terre   | Kathinka Von Deichmann Stephanie Vogt | Mai Grage Malou Ejddesgaard                                | 6-3, 6-2       | Parcours |
|                                                                                          |          |         |                                       |                                                            |                |          |
| 2013 - Groupe Robin III - Liechtenstein - Norvège - 3 : 0                                |          |         |                                       |                                                            |                |          |
| 09/05/2013                                                                               | Chișinău | Terre   | Stephanie Vogt                        | Hedda Ødegaard                                             | 6-1, 7-6       | Parcours |
| 09/05/2013                                                                               | Chișinău | Terre   | Kathinka Von Deichmann Stephanie Vogt | Melanie Stokke Andrea Raaholdt                             | 6-0, 6-0       | Parcours |
|                                                                                          |          |         |                                       |                                                            |                |          |
| 2013 - Groupe Robin III - Liechtenstein - Madagascar - 3 : 0                             |          |         |                                       |                                                            |                |          |
| 08/05/2013                                                                               | Chișinău | Terre   | Stephanie Vogt                        | Nantenaina Ramalalaharivololona                            | 6-0, 6-2       | Parcours |
| 08/05/2013                                                                               | Chișinău | Terre   | Kathinka Von Deichmann Stephanie Vogt | Hariniony Andriamananarivo Nantenaina Ramalalaharivololona | 6-3, 6-4       | Parcours |
|                                                                                          |          |         |                                       |                                                            |                |          |
| 2010 - Groupe Robin II Relegation Play-off - Liechtenstein - Norvège - 2 : 0             |          |         |                                       |                                                            |                |          |
| 01/05/2010                                                                               | Yerevan  | Terre   | Stephanie Vogt                        | Ulrikke Eikeri                                             | 6-4, 7-5       | Parcours |
|                                                                                          |          |         |                                       |                                                            |                |          |
| 2010 - Groupe Robin II - Liechtenstein - Afrique du Sud - 1 : 2                          |          |         |                                       |                                                            |                |          |
| 30/04/2010                                                                               | Yerevan  | Terre   | Stephanie Vogt                        | Chanel Simmonds                                            | 7-5, 6-1       | Parcours |
|                                                                                          |          |         |                                       |                                                            |                |          |
| 2010 - Groupe Robin II - Liechtenstein - Luxembourg - 0 : 2                              |          |         |                                       |                                                            |                |          |
| 30/04/2010                                                                               | Yerevan  | Terre   | Mandy Minella                         | Stephanie Vogt                                             | 6-4, 6-4       | Parcours |
| 30/04/2010                                                                               | Yerevan  | Terre   | Mandy Minella Claudine Schaul         | Stephanie Vogt Kathinka Von Deichmann                      | NP             | Parcours |
|                                                                                          |          |         |                                       |                                                            |                |          |
| 2010 - Groupe Robin II - Liechtenstein - Grèce - 0 : 3                                   |          |         |                                       |                                                            |                |          |
| 28/04/2010                                                                               | Yerevan  | Terre   | Eléni Daniilídou                      | Stephanie Vogt                                             | 4-6, 6-4, 7-6  | Parcours |
| 28/04/2010                                                                               | Yerevan  | Terre   | Eirini Georgatou Déspina Papamichaíl  | Stephanie Vogt Marina Novak                                | 6-3, 4-6, 11-9 | Parcours |
|                                                                                          |          |         |                                       |                                                            |                |          |
| 2007 - Groupe Robin III - Liechtenstein - Azerbaïdjan - 3 : 0                            |          |         |                                       |                                                            |                |          |
| 26/04/2007                                                                               | Phoenix  | Dur     | Stephanie Vogt                        | Sevil Aliyeva                                              | 6-1, 6-1       | Parcours |
| 26/04/2007                                                                               | Phoenix  | Dur     | Stephanie Vogt Marina Novak           | Sevil Aliyeva Sayyara Mammadova                            | Forfait        | Parcours |
|                                                                                          |          |         |                                       |                                                            |                |          |
| 2007 - Groupe Robin III - Liechtenstein - Égypte - 3 : 0                                 |          |         |                                       |                                                            |                |          |
| 25/04/2007                                                                               | Phoenix  | Dur     | Stephanie Vogt                        | Magy Aziz                                                  | 6-2, 6-1       | Parcours |
| 25/04/2007                                                                               | Phoenix  | Dur     | Aliaa Fakhry Nihal Tarek-Saleh        | Stephanie Vogt Sidonia Wolfinger                           | 6-3, 4-6, 6-2  | Parcours |
|                                                                                          |          |         |                                       |                                                            |                |          |
| 2007 - Groupe Robin III - Liechtenstein - Ile Maurice - 3 : 0                            |          |         |                                       |                                                            |                |          |
| 24/04/2007                                                                               | Phoenix  | Dur     | Stephanie Vogt                        | Marinne Giraud                                             | 6-4, 6-4       | Parcours |
| 24/04/2007                                                                               | Phoenix  | Dur     | Stephanie Vogt Marina Novak           | Marinne Giraud Astrid Tixier                               | 7-6, 7-6       | Parcours |
|                                                                                          |          |         |                                       |                                                            |                |          |
| 2007 - Groupe Robin III - Liechtenstein - Turquie - 0 : 3                                |          |         |                                       |                                                            |                |          |
| 23/04/2007                                                                               | Phoenix  | Dur     | İpek Şenoğlu                          | Stephanie Vogt                                             | 4-6, 6-2, 6-4  | Parcours |
| 23/04/2007                                                                               | Phoenix  | Dur     | İpek Şenoğlu Pemra Özgen              | Stephanie Vogt Marina Novak                                | 6-0, 6-1       | Parcours |
|                                                                                          |          |         |                                       |                                                            |                |          |
| 2006 - Groupe Robin III - Liechtenstein - Botswana - 2 : 0                               |          |         |                                       |                                                            |                |          |
| 29/04/2006                                                                               | Antalya  | Terre   | Stephanie Vogt                        | Puleng Tlhophane                                           | 6-0, 6-0       | Parcours |
|                                                                                          |          |         |                                       |                                                            |                |          |
| 2006 - Groupe Robin III - Liechtenstein - Égypte - 1 : 2                                 |          |         |                                       |                                                            |                |          |
| 28/04/2006                                                                               | Antalya  | Terre   | Stephanie Vogt                        | Nihal Tarek-Saleh                                          | 6-0, 6-0       | Parcours |
| 28/04/2006                                                                               | Antalya  | Terre   | Magy Aziz Nihal Tarek-Saleh           | Stephanie Vogt Sidonia Wolfinger                           | 6-2, 6-2       | Parcours |
|                                                                                          |          |         |                                       |                                                            |                |          |
| 2006 - Groupe Robin III - Liechtenstein - Namibie - 2 : 0                                |          |         |                                       |                                                            |                |          |
| 27/04/2006                                                                               | Antalya  | Terre   | Stephanie Vogt                        | Suzelle Davin                                              | 6-7, 6-2, 6-0  | Parcours |
|                                                                                          |          |         |                                       |                                                            |                |          |
| 2006 - Groupe Robin III - Liechtenstein - Bosnie-Herzégovine - 0 : 2                     |          |         |                                       |                                                            |                |          |
| 26/04/2006                                                                               | Antalya  | Terre   | Mervana Jugić-Salkić                  | Stephanie Vogt                                             | 6-2, 6-4       | Parcours |

## Jeux des petits États d'Europe
Lors des Jeux des petits États d'Europe à Andorre en 2005, Stephanie Vogt s'octroie les médailles d'argent, en simple et en double.
En 2007, à Monaco, elle décroche l'or en simple (en battant la Luxembourgeoise Claudine Schaul en finale) et l'argent en double dames (associée à Marina Novak).
En 2009, elle ne prend pas part aux Jeux de Chypre.
En 2011, enfin, c'est le Liechtenstein qui accueille la quatorzième édition de ces Jeux. Devant son public, Stephanie Vogt s'empare des trois médailles d'or de la compétition : en simple (face à sa compatriote Kathinka Von Deichmann en finale), en double dames (avec la même joueuse) et en double mixte avec Jirka Lokaj.
En 2013, au Luxembourg, elle remporte trois médailles d'or. En simple elle bat sa compatriote Kathinka Von Deichmann 6-2, 6-2, en double dames avec Kathinka elles battent 6-1, 7-6 les Maltaises Roseanne Dimech et Elaine Genovese. Puis en double mixte avec Timo Kranz ils battent la paire maltaise composée de Matthew Asciak et Elaine Genovese sur le score de 7-6, 7-5.

## Classements WTA

### Classements en simple en fin de saison
| Année | 2006 | 2007 | 2008 | 2009 | 2010 | 2011 | 2012 | 2013 | 2014 | 2015 | 2016 |
| Rang  | 988  | 481  | 289  | 806  | 307  | 233  | 244  | 143  | 198  | 163  |      |

Source : (en) « Classements de Stephanie Vogt », sur le site officiel du WTA Tour

### Classements en double en fin de saison
| Année | 2007 | 2008 | 2009 | 2010 | 2011 | 2012 | 2013 | 2014 | 2015 |
| Rang  | 990  | 378  | -    | 410  | 299  | 279  | 133  | 103  | 81   |

Source : (en) « Classements de Stephanie Vogt », sur le site officiel du WTA Tour

## Victoires - défaites
| Année  | 2004 | 2005 | 2006 | 2007 | 2008 | 2009 | 2010  | 2011  | 2012  | 2013  | 2014  | 2015  | 2016  |
| Simple | 0-1  | 0-2  | 7-3  | 21-9 | 25-8 | 8-4  | 46-19 | 34-21 | 32-29 | 39-21 | 32-25 | 26-27 | 7-15  |
| Double | 0-0  | 0-1  | 0-0  | 1-4  | 11-4 | 0-0  | 14-11 | 16-10 | 12-9  | 23-13 | 33-13 | 26-18 | 11-13 |